# Râul Hotarul, Temnic
Râul Hotarul este un curs de apă, afluent al râului Temnic. 

## Hărți
- Parcul Vânători-Neamț
- Ovidiu Gabor - Economic Mechanism in Water Management ][nefuncțională]